# Малинівка (Олександрійський район)
Мали́нівка — село в Україні, у Олександрійському районі Кіровоградської області. Населення становить 392 осіб. Входить до складу Петрівської селищної громади. Саме в цьому селі відбувається дія фільму «Весілля в Малинівці». Колишній центр однойменної сільради.

## Історія
Перша письмова згадка про село Малинівку датована 1767 роком. Територія села належала до Запорожжя, тобто була землею козацьких вольностей. Першим поселенцем був козак Малина, який поселився на річці Верблюжка.
За деякими історичними відомостями до володінь відставного штабс-капітана П. О. Аврамова, який за часів Катерини II одержав у винагороду дев'ять тисяч десятин землі, належало і село Малинівка, яке він згодом продав.
Згідно «Списки церквей Херсонской иепархии — 1902 год» жителі Олександрівки, Федорівки, Жуганівки, Малинівки належали до приходу Олександрівської церкви — Рождбогороднічная, яка побудована 1795 року.
В 1896 році у Херсонській губернії Олександрійського повіту Новостародубської волості в селі Малинівці знаходилась економія купця Івана Афанасійовича Шуйського та купчихи Євдокії Максимівни Шуйської. Розвинули скотарство, працював цегельний завод, на якому виготовляли в основному цеглу, використовуючи місцеву глину.
На території села Малинівка був присутній землевласник Генріх Міллер, який мав 35 десятин землі.
В 1861 році в країні відбулася реформа із звільнення селян від кріпацтва, внаслідок чого селяни отримали наділи по три десятини.
В 1865 році колишні військові поселяни Варварівки, Малинівки, Новгородки відмовились виконувати повинності, вимагаючи зміни сільських старшин, які використовували збір податків для свого збагачення. Для приборкання бунту було вислано з Харкова полк драгунів.
На ярмарок селяни, щоб щось продати або купити, ходили в с. Спасове та с. Чечеліївку. В селі була лавка та винний шинок, хазяїном якого був єврей.
З 1903 року працювала земська початкова школа, побудована за кошти Повітового земства. Село заселялося по річці Верблюжка та ділилося на п'ять слобід: Миронівка, Омельківка, Лиса гора, Кут та Довга.
В 1918 року в селі влада була не стійкою і мінялася майже щомісяця. В 1919—1920 роках село від більшовиків та білих захищали повстанські загони Ярового (Сава Демидович Яровий), Хмари, Костя Степового, Матвія Григор'єва, основа яких складалася з селян, які не приймали більшовицьку ідеологію з їхнім «Законом про землю» від 5 лютого 1920 року, що позбавляв поміщиків і селян землі. Селяни збиралися в повстанські загони щоб повернути своє майно і землю, боротися за свою волю і свободу України.
Але боротьба була нерівна, більшовики використовували найбрудніші методи боротьби — брали заручників, зраджували союзників, проводили масовий терор. Після захоплення влади більшовиками, село стало жити за законами Москви — з колишніх ледарів і пияків на чолі з уповноваженим зверху було створено комітет «незалежних» селян, який поділив поміщицькі і селянські землі та їх майно. Найкращі господарі були об'явлені ворогами і куркулями, піддані терору, деякі родини висланні в Сибір. Все їхнє майно було розграбоване.
З остаточним встановленням антиукраїнської влади більшовиків село належало до Чечеліївської сільської ради. Комнезами організовували в селі товариства по спільному обробітку землі, так в селі було створено п'ять артілей, першою була на Миронівці під назвою «Промінь волі». Свої ж земельні наділи селяни обробляли плугом, бороною, косами та ціпами, працювали всі від малого до старого.
Після невдалих спроб налагодити господарство, голоду 1922—1923 рр. більшовики оголосили політику НЕПу. Поступово все ставало на свої місця. Так звані незаможні майже все промотали і пропили за перший рік господарювання. Дбайливі і розумні, трудолюбиві нащадки колишніх козаків почали хазяйнувати на своїй землі, купувати землеобробні машини, ставити млини та крупорушки, отримувати непогані прибутки. Так тривало до 1929 року, коли почалась тотальна колективізація, а насправді добре організований грабунок селян.
Старожили ще пам'ятають злочинців-«активістів», які агітували за вступ в колгоспи: Настусенко Олександр, Кущ Марко, Левко Степан, Ляхівець Ївга та молодий вчитель Коваль. Ці люди ходили попід хатами, залякували та відбирали останнє.
В 1929 році артілі «об'єдналися» та утворили колгосп ім. Енгельса.
В 1932—1933 роках людей чекало ще страшніше лихо — продуманий спланований і добре організований геноцид проти українського народу — Голодомор. Розвал селянських господарств тривав.
В 1937—1938 роках почалися арешти та пошуки ворогів народу яких звинувачували в антирадянській пропаганді. Більшість селян каторжно працювали, будували зерносховища, ферми, та обробляли землю. Праця людей оцінювалась трудоднями які оплачувались натурою і трохи грішми, тобто люди були практично рабами.
Мирну працю перервала Друга світова війна 1941—1945 роки. Загалом протягом війни було призвано 181 житель села, з них загинуло 93, а 44 нагороджено та удостоєно бойових нагород. Світлою пам'яттю оповитий спомин про земляків, які стали героями Радянського Союзу — Щур Феодосій Андрійович, Булда Степан Костянтинович та Дригін Василь Степанович.
16 листопада 1943 року село визволили від німецько — фашистських окупантів. Запрацювала школа, відкрився магазин на Миронівці. На сучасній території господарства було п'ять колгоспів — ім. Карла Маркса (с. Чечеліївка), ім. Енгельса (с. Малинівка), 8 Березня (с. Снігурівка)- Чечеліївської сільської ради, ім. Ворошилова (с. Вовчанка), Червоний сівач (с. Ново — Миколаївка) — Вовчанської сільської ради, які 1950 році шляхом укрупнення утворили три колгоспи: ім. Ворошилова, ім. Карла Маркса та ім. Енгельса.
В 1953 році відбулося ще одне укрупнення внаслідок чого утворився к-п ім. Карла Маркса з центральною садибою в с. Малинівка. За колгоспом було закріплено 5800 га. сільськогосподарських угідь в тому числі орної землі — 4331 га. Почалося масове будівництво ферм, зерносховищ, господарських дворів. Побудовано в с. Малинівці Будинок культури та два бригадних клуби в с. Чечеліївка та с. Вовчанка, побудовано восьмирічну школу з бібліотекою з спеціальними кабінетами та спортивним залом.
В господарстві було три ферми та три тракторні бригади, автопарк, вівцеферма, птахоферма, зернотоки. На території господарства в 1959 році проживало 1074 людини.
1967—1975 роки — в центрі села збудовано гуртожиток, їдальня, новий дитячий садок, двохповерхову ремонтну майстерню на тракторній бригаді, будувалося багато житлових будинків та появилася нова вулиця Молодіжна яку заселили жителі с. Вовчанка, Ново — Миколаївки, Снігурівки. Багато приїздило заробітчан з західної України, Молдавії та так і залишалися жити в селі. Побудовано кам'яну дорогу від Малинівської школи до Чечеліївської.
Тракторна бригада поповнювалась новою технікою, на території автопарку збудовано авто майстерню . На більшій території села прокладено водогін, заасфальтовано дорогу та прокладено асфальт на кожну вулицю. В селі появилася лазня, та розпочалося будівництво нового житлового масиву.
Шанують люди своїх односельців які приборкували Чорнобильський атом — Вибрик М. М., Дудзінський П. Я., Яровий В. О., Мухамедов В. Р.
Малинівська сільська рада утворена 1 квітня 1987 року.
З 1991 село в незалежній Україні. Занепад господарства, зменшення поголів'я тварин, припинило існування городництво та бджільництво, що привело до скорочення робочих місць. Відповідно до вимог сільськогосподарського виробництва всі землі КСП були розпайовані. Селяни стали власниками земельних паїв, внаслідок чого отримали сертифікати на 9,58 умовних га. Отримали також і майнові сертифікати. Значна більшість селян здали свої паї в оренду СВК «Малинівське», інші утворили фермерські та одноосібні господарства.
Усі недоліки реформування пройшли не безболісно для села, значна частина техніки застаріла, руйнувалося приміщення ферм, знову зменшилось поголів'я корів, та попри все господарство зберегло свою цілісність. У ці тяжкі для села роки було закрито школу, прийшов в непридатність будинок культури, опустів дитячий садок.
Значна частина селян залишалась без роботи, багато молодих сімей виїхало з села. Разом з тим у власності багатьох сімей появилось по кілька корів, свиней це підтверджують дані переліку. До послуг населення два магазина, бібліотека, поштове відділення, клуб, дитячий садок, ФАП. В 2005 році було відкрито музейну кімнату.

## Населення
Згідно з переписом УРСР 1989 року чисельність наявного населення села становила 453 особи, з яких 213 чоловіків та 240 жінок.
За переписом населення України 2001 року в селі мешкало 490 осіб.

### Мова
Розподіл населення за рідною мовою за даними перепису 2001 року:
| Мова       | Відсоток |
| ---------- | -------- |
| українська | 97,15 %  |
| молдовська | 2,03 %   |
| російська  | 0,61 %   |
| білоруська | 0,20 %   |

## Відомі люди
- Бурмаченко М. Н. (*1888), Бурмаченко С. В. (*1891), Андрусенко Ф. С. (*1896), Башта Ю. А. (*1895), Бутарний У. Т. (*1883), Гавеля Ф. І. (*1899), Гирик Я. І. (*1896), Люлька А. О. (*1868), Люлька Г. А. (*1891), Одод М. О. (*1884), Одод Н. О. (*1901), Одод С. Ф. (*1882), Бабенко Л., Малиця Панас, Хмара Степан — учасники українських визмольних змагань 1917—1923 рр.
- Ф. А. Щур (*1915 — †1954) — уродженець села, Герой Радянського Союзу.